# روشکوو (استان لهستان بزرگ‌تر)
روشکوو (به لهستانی:  Roszków) یک روستا در لهستان است که در گمینا یاروچین (استان لهستان بزرگ‌تر) واقع شده‌است.